# باری فراست
باری فراست (انگلیسی: Barrie Frost; ۳ ژوئن ۱۹۳۹ – ۴ اکتبر ۲۰۱۸) روان‌شناس، و عصب‌پژوه اهل نیوزیلند بود.